# سان رافل (کشتی بخار)
سان رافل (کشتی بخار) (به انگلیسی: San Rafael (steamboat)) یک کشتی بود.